# کنتور وامانی (کاستروویرنا)
کنتور وامانی (به اسپانیایی: Kuntur Wamani) یک کوه در پرو است که در Peru, Huancavelica Region, Castrovirreyna Province واقع شده‌است. کنتور وامانی ۴٬۸۰۰ متر بالاتر از سطح دریا واقع شده‌است.